# Aochleta psychra
Aochleta psychra är en fjärilsart som beskrevs av Edward Meyrick 1883. Aochleta psychra ingår i släktet Aochleta och familjen plattmalar. Inga underarter finns listade i Catalogue of Life.